# Latirolagena
Latirolagena là một chi ốc biển, là động vật thân mềm chân bụng sống ở biển trong họ Fasciolariidae.

## Các loài
Các loài trong chi Latirolagena gồm có:
- Latirolagena smaragdula (Linnaeus, 1758)[2]